# أحمد سبع
احمد سبع (مواليد 24\5\1980- مجد الكروم) هو لاعب كرة قدم يلعب لصالح نادي مكابي نتانيا الذي يلعب في الدوري الإسرائيلي الدرجة العليا.
لعب لصالح نادي اللد من ثم انتقل لصالح نادي مكابي نتانيا ومن هنا بدأ نجوميته، حصل على هداف الدوري الإسرائيلي 2012\2013 وأفضل لاعب في الدوري الإسرائيلي.وا الآن هو يلعب في الضفة الغربية.

## روابط خارجية
- أحمد سبع على موقع قاعدة بيانات كرة القدم.إي يو (الإنجليزية)
- أحمد سبع على موقع Soccerway.com (الإنجليزية)